# Stade de Kinkala
Le stade de Kinkala est un stade multisports de 12 000 places assises, situé dans la ville de Kinkala au sud de la république du Congo.

## Histoire
Inauguré le 15 août 2012 par le président Denis Sassou-Nguesso, il abrite la finale de la coupe du Congo de football en 2012, à l'occasion de la célébration de la 52e anniversaire de l'indépendance du pays,.